# Basha Changue
Basharat Changue i Canalejo (Barcelona, 1984), más conocida como Basha Changue o Basha Changuerra, es una activista y política catalana.

## Biografía
Hija de padre ecuatoguineano y madre cordobesa, estudió diseño de interiores e integración social. Como activista antirracista y afrofeminista, es impulsora de la cooperativa AfroFem Koop y miembro del grupo Comunitat Negra Africana i Afrodescendent a Catalunya. Llegó a presidir la organización política Afroféminas. También colabora en diversos medios y ha sido concejala de la Candidatura de Unidad Popular en el Ayuntamiento de Moià.
De cara a las elecciones al Parlamento de Cataluña de 2021, ocupó el 5º puesto de la lista de la CUP-Guanyem por la circunscripción de Barcelona y resultó electa como diputada de la XII legislatura autonómica de Cataluña.
El 18 de septiembre de 2022, fue elegida para encabezar la lista amplia, de la que forma parte la CUP, de cara a las elecciones municipales de 2023 en Barcelona. En estas elecciones municipales la llista de la CUP encabezada por Basha no obtuvo representación.